# Вулиця Коцюбинського (Житомир)
Вулиця Коцюбинського — вулиця в Корольовському районі Житомира. Розташована у центральній частині міста, у Старому місті. Починається з Великої Бердичівської вулиці та завершується на Пушкінській вулиці. 

## Історія
Вулиця та її історична забудова формувалися упродовж другої половини ХІХ століття згідно з генеральними планами міста середини ХІХ століття. Запроєктована на місці польової дороги, що з'єднувала Велику Бердичівську вулицю з католицьким монастирем сестер милосердя (шаріток) та проходила на теренах вільного від забудови Дівочого Поля, що до 1863 року належало монастиреві шаріток. Місцевість відома також як Поповка — східніше запроєктованої вулиці (майбутньої вулиці Коцюбинського) у ХІХ столітті протікала річка Поповка.
В середині ХІХ століття вулиця отримала назву Лютеранська, оскільки землі в цій місцевості здавна належали лютеранам. Тут діяла тимчасова лютеранська каплиця. У 1897 році на тальвегу верхів'я річки Поповки, після її осушення, збудовано лютеранську кірху. На розі з Великою Бердичівською вулицею побудовано будинок пастора (знесено в радянський період).
Історична (первинна) забудова вулиці сформувалася до кінця ХІХ століття.
У 1928 (1929) році Лютеранська вулиця перейменована на вулицю Михайла Коцюбинського.
Сучасна забудова формувалася з 1950-х до 2000-х років. У 2006 році відкрито новозбудований навчальний корпус факультету лісового господарства та екології Житомирського агроекологічного університету на місці знесеної будівлі колишнього вищого початкового училища.
У вересні 1998 року вулицею почав курсувати тролейбус.